# 마르셀 라오
마르셀 에메 레옹 라오(Marcelle Aimée Léonie Laloë, 1884년 7월 2일 ~ 1974년 12월 5일)은 베트남의 옛 황제인 함응이(Hàm Nghi)의 아내이다. 프랑수아 페레르 라오(François Ferrer Laloë)와 쉬잔 빙(Suzanne Ving)의 딸로 태어났으며 1904년 11월 4일에 알제리 알제에서 베트남의 옛 황제였던 함응이와 결혼했다. 슬하에 3명의 자녀(아들 1명, 딸 2명)을 두었다.